# NGC 3358
NGC 3358 é uma galáxia espiral barrada (SB0-a) localizada na direcção da constelação de Antlia. Possui uma declinação de -36° 24' 39" e uma ascensão recta de 10 horas, 43 minutos e 33,0 segundos.
A galáxia NGC 3358 foi descoberta em 2 de Fevereiro de 1835 por John Herschel.